# A-JARI
A-JARI（アジャリ）は、1980年代に活動した日本のロックバンド。

## 来歴
東京都立大泉北高等学校の同級生だった本多克典と藤尾領を中心に結成。バンド名の由来は「A級の砂利（子供、ガキ）を目指す」（“阿闍梨”の語感も拝借）という意味である。1984年、アマチュアバンドコンテスト「EastWest'84」に出場、ジュニア部門優秀グループ賞を受賞した。
1986年11月21日、シングル「SHADOW OF LOVE」（テレビドラマ『セーラー服反逆同盟』主題歌）でデビュー。2ndシングル「卒業」もスマッシュヒットとなり音楽番組にも多く出演する。その後リリースするシングル全てがタイアップとなったが、メンバーの音楽性の違いにより徐々に活動を縮小。1989年6月8日、日清パワーステーションでのライブをもって解散した。
1999年に1回限りの活動として再結成したのち、藤尾の呼びかけでメンバーが集まり“飲み会ライブ「あじゃぱー」”を不定期で開催している。また、2016年にはデビュー30周年記念ライブを行った。
2020年5月2日、2021年11月21日までの期間限定で活動することを発表。同日、YouTubeに公式チャンネル「Official AJARI」、及びFacebookを開設。2020年5月11日、シングル「雨上がりにハグをしよう!」をYouTubeにて先行公開。同年6月1日、ストリーミング配信開始。

## メンバー
- 本多克典（1966年12月4日 - 、ボーカル）

パワフルなパフォーマンスを売りとしていた。楽器を手にすることはなくボーカルに専念した。バンド解散後にクリアスカイコーポレーションに所属していた時期があった。
- 藤尾領（1966年6月3日 - 、ギター）

A-JARI解散後、井口一彦、五十嵐公太とのユニットTHE HEARTや、IKEBUKURO等のメンバーとしての活動。その他、コンポーザーとしても少年隊などに楽曲提供。及川光博、諸星和己、浅香唯、寺田恵子など数々のライブサポート、レコーディングや第三舞台などの舞台音楽などにも携わる。本多と同じく都立大泉北高校出身。ギターの他にバイオリンやピアノの演奏ができる。2007年にはソロ・アルバム「1984-2000」をリリース。
- 伊藤信雄（1966年9月23日 - 、キーボード、パーカッション）

本来はドラム担当であった。バンド解散後、作曲家として活動。及川光博、アニメ作品などへの楽曲提供多数。
- 小牟田聡（1967年3月31日 - 、キーボード）

別名・charliekomuta（チャーリーコムタ）。バンド解散後、フリーのキーボーディスト、アレンジャー、コンポーザーとなる。平井堅、佐田真由美、和久井映見、マリーン、SURFACE、横山輝一、東京プリン、大塚愛、BoA、AAA、DAIGO、KONISHIKI等のライブサポートやレコーディングでも活動している。コンポーザーとして松本梨香、林原めぐみ、和久井映見、SMAP、KONISHIKI等に楽曲提供。
- 太田守（1967年12月29日 - 、ベース）

同じ事務所に所属していたBAKUのサポートメンバーとして参加していた時期がある。
- 草野憲一（1967年6月21日 - 、ドラム）

デビュー時に加入。その後、THE HEARTなどを経て現在もドラマーとして活動。

## エピソード
- イベントでタイに行った際、現地の記者会見にて挨拶代わりにアカペラを披露し、喝采を浴びるも「アカペラグループ」と勘違いされた[要出典]。

## ディスコグラフィ

### シングル
1. SHADOW OF LOVE／間違いだらけのHOW TO LOVE（1986年11月21日　作詞：秋元康　作曲：林哲司　編曲：鷺巣詩郎）
  - 日本テレビ系ドラマ「セーラー服反逆同盟」主題歌
2. 卒業／その気WAKE ME UP（1987年3月4日　作詞・作曲：伊藤信雄　編曲：A-JARI）
3. I.NO.リザベーション／HI-HI-HIGH!（1987年10月5日　作詞：秋元康　作曲：中崎英也　編曲：A-JARI・松下誠）
  - キリンビール「びん生」CMソング
4. JUST FOR LOVE／SILENT NIGHT（1987年12月5日　作詞：藤尾領　作曲：伊藤信雄　編曲：A-JARI・富田素弘）
  - フジテレビ系ドラマ「少女コマンドーIZUMI」主題歌
5. さよならの後で／ちょっとだけ背伸びの17（1988年7月27日　作詞：藤尾領・伊藤信雄　作曲：伊藤信雄　編曲：A-JARI・富田素弘）
  - 映画「ビー・バップ・ハイスクール 高校与太郎音頭」挿入歌

### アルバム
1.A（1987年3月21日）
1. I LOVE CITY LIGHTS
2. SHADOW OF LOVE
3. I SAY, I LOVE YOU
4. LOOKIN' FOR THE NITE
5. NO MORE TOGETHER
6. ORIENT
7. WAITING SO LONG
8. WHY DO YOU KNOW?
9. 長い夜
10. 卒業

2.ROUGH（1988年2月5日）
1. 恋の終わりのキス・マーク
2. JUST FOR LOVE（ROUGH TAKE VERSION）
3. 平安の海
4. 恋はいつでもパラダイス（I GOT YOUR HEART）
5. ふたりのFRIDAY NIGHT
6. （A・RA・RI・YO）
7. A LITTLE TIME
8. I.NO.リザベーション（ROUGH MIX）
9. ENDLESS
10. SLOW DOWN
11. HI-HI-HIGH!（ROUGH LAUGH VERSION）

3. A-JARI FACTORY VOL.1 FOR SHOJYO COMMANDO "IZUMI"（1988年4月5日）-「少女コマンドーIZUMI」サウンドトラック
4.CHARACTERS（1988年9月4日）
1. '99
2. ALL MIGHTY LOVE
3. 花浪道
4. NEVER STARTING STORY
5. アルバム
6. さよならの後で
7. BREAK TIME
8. TIME GOES BY
9. TAXI DRIVER
10. 冷めた恋
11. SLEEPLESS MIND
12. AUGUST BREEZE

5.A-JARI FINAL LIVE（1989年10月3日）
1. A LITTLE TIME
2. THE SINGLES（SHADOW OF LOVE、I.NO.リザベーション、JUST FOR LOVE、卒業）
3. さよならの後で
4. ORIENT
5. あの娘とバラライカ
6. 燃ゆる思ひ
7. ちょっとだけ背伸びの17
8. 長い夜
9. 恋の終わりのKISS MARK
10. 間違いだらけのHOW TO LOVE
11. とにかく騒げばHAPPY TONIGHT
12. I LOVE CITY LIGHTS

## メディア出演

### 映画
- ビー・バップ・ハイスクール 高校与太郎音頭（1988年、東映） - A-JARI 役（カメオ出演）※デパート屋上のステージで歌うシーンで出演

### テレビドラマ
- セーラー服反逆同盟 第15話（1987年1月26日、日本テレビ） - A-JARI 役（カメオ出演）
- ヤングスターバラエティー「サンセットドライブイン」（1987年8月16日、NHK） - A-JARI 役（カメオ出演）[2]
- 少女コマンドーIZUMI 第9話（1988年1月7日、フジテレビ） - A-JARI 役（カメオ出演）

### ラジオ
- ABC東京発 アーチストNOW（1988年4月 - 9月、ABCラジオ） - 木曜日担当（本多と藤尾のみ）、種ともこと共演